# صدور انقلاب
صدور انقلاب اقدامات انجام شده توسط یک حکومت انقلابی پیروز در یک کشور برای ترویج انقلاب مشابه در کشورهای دیگر است که در آن حکومت انقلابی پیروز خود را به عنوان مظهر اینترناسیونالیسم انقلابی از نوع خاص می‍داند، به عنوان مثال، اینترناسیونالیسم پرولتری مارکسیستی.
فرد هالیدی، ویژگیهای صدور انقلابهایی مثل انقلاب کبیر فرانسه، انقلاب اکتبر روسیه، انقلاب کمونیستی چین، انقلاب کوبا به رهبری فیدل کاسترو و انقلاب ۱۳۵۷ به رهبری سید روح‌الله خمینی مورد بررسی قرار داده است.

## ایران و صدور انقلاب
مهم‌ترین انقلابی که در دوران معاصر با مبحث صدور انقلاب مرتبط شده انقلاب ۱۳۵۷ با رهبری سید روح‌الله خمینی است. خمینی معتقد بود که «صدور انقلاب به معنای دخالت در شئون مردم کشورهای دیگر نیست. بلکه به معنای پاسخ دادن به سؤال های فکری بشر تشنه معارف الهی است.»